# Kubaflamingo
Der Kuba-Flamingo (Phoenicopterus ruber) oder Roter Flamingo ist eine Art der Flamingos (Phoenicopteridae). Sein Lebensraum sind Lagunen und Salzseen in Mittel- und Südamerika. Wie alle Flamingos ist der Kubaflamingo seriell monogam, d. h., er geht mit jeder Fortpflanzungsperiode eine neue Paarbeziehung ein. Er ist ein Koloniebrüter, seine Nahrung besteht hauptsächlich aus Kleinkrebsen.
Die IUCN gibt den Gesamtbestand des Kubaflamingos mit 260.000 bis 330.000 Tieren an. Die Art gilt damit als „nicht gefährdet“.

## Beschreibung

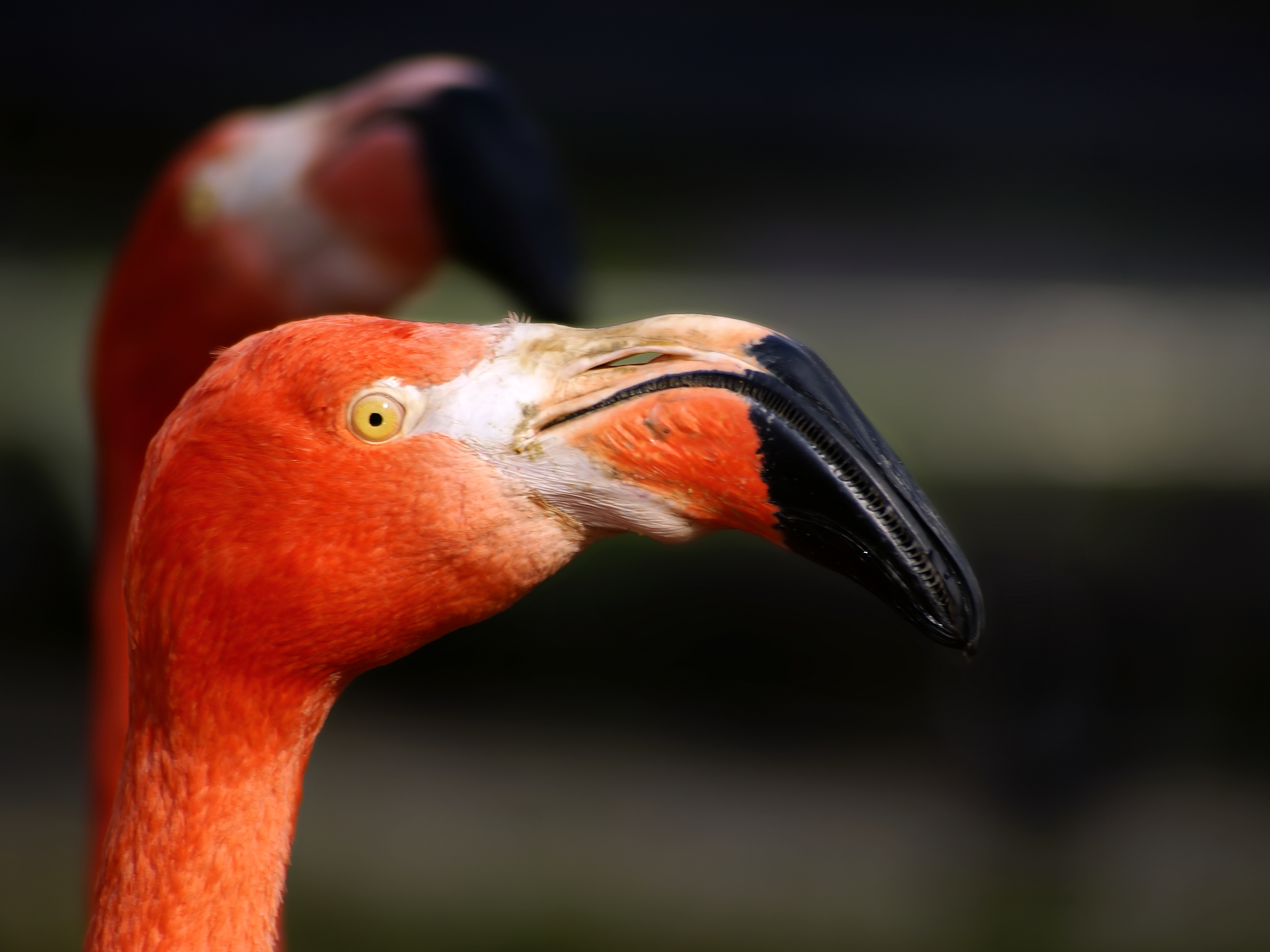
Kopf eines Kubaflamingos

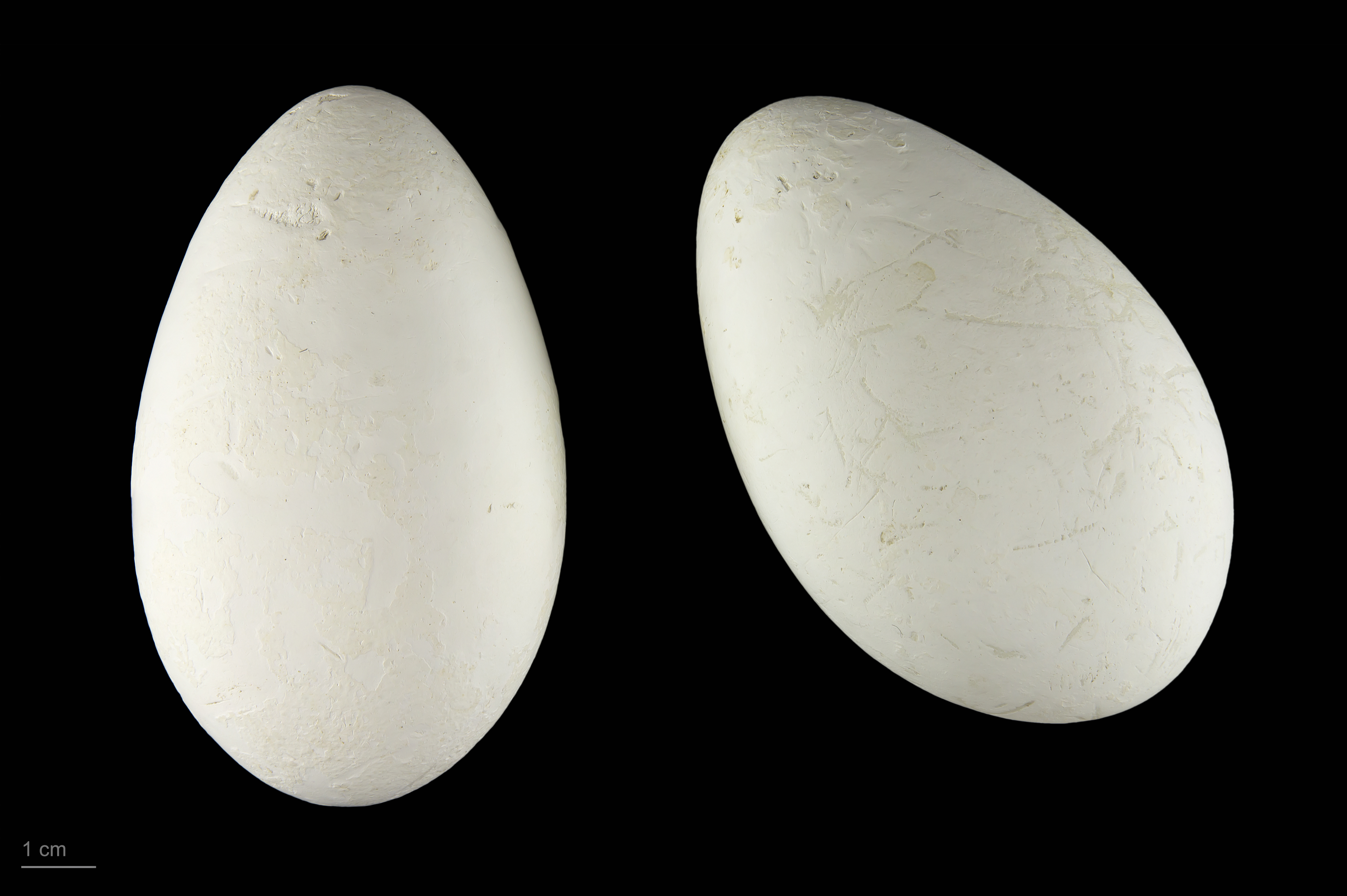
Phoenicopterus ruber

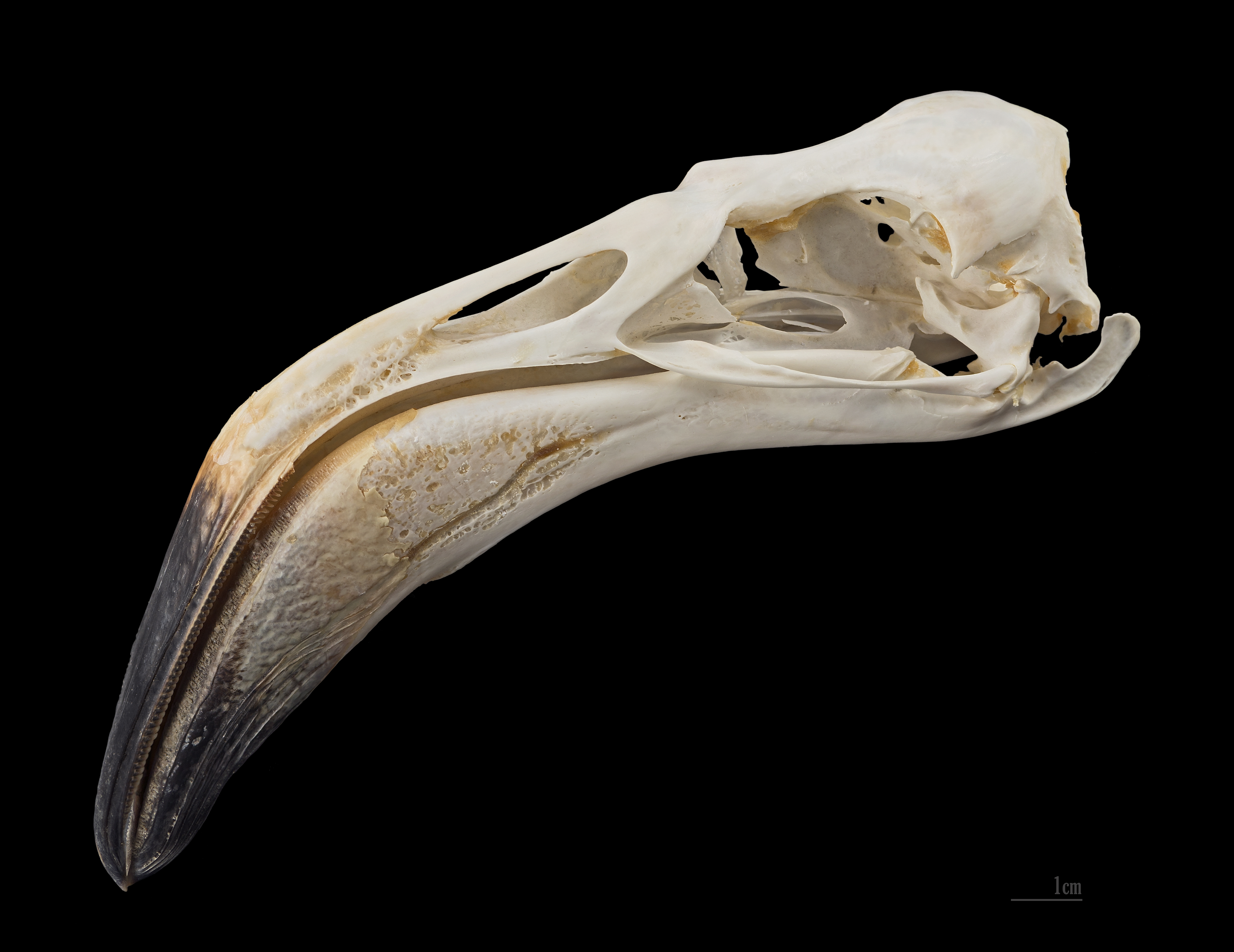
Schädel

Das Gefieder des Kubaflamingos ist im Prachtkleid einheitlicher und kräftiger rosa als das des Rosaflamingos. Die vordere Schnabelhälfte ist schwarz, die andere, der Schnabelbasis nähere, ist gelblich-rosa. Die Beine sind einheitlich rosa-fleischfarben. Das Gewicht beträgt 2 bis 2,5 kg bei den Weibchen und 2,5 bis 3 kg bei Männchen, beide Eltern brüten die Jungen aus. Die Brutdauer beträgt 28 bis 32 Tage und findet zwischen Mai und August statt.
Seine Geschlechtsreife erreicht der Kubaflamingo mit 6 Jahren und hat eine Lebenserwartung von über 40 Jahren. Die Geschlechter der Tiere sind kaum zu unterscheiden.

## Verbreitung und Bestand
Der Kubaflamingo brütet an den Küsten der Karibik sowie auf Galapagos. Er war die erste Flamingoart, für die weite Nahrungsflüge festgestellt wurden. Eine auf Bonaire brütende Kolonie von Kubaflamingos fand ihre Nahrung hauptsächlich in den Salzlagunen dieser Insel. Als 1969 diese Lagunen vom Wasserzufluss abgeschnitten wurden, änderte sich das Nahrungsangebot, das den Flamingos lokal zur Verfügung stand, drastisch. Einige der auf Bonaire brütenden Flamingos stellten sich auf andere Nahrungsquellen um. Eine zunehmende Zahl der Kubaflamingos aber unternahm Nahrungsflüge bis in die Küstengewässer von Venezuela, die 140 Kilometer weiter südlich liegen.

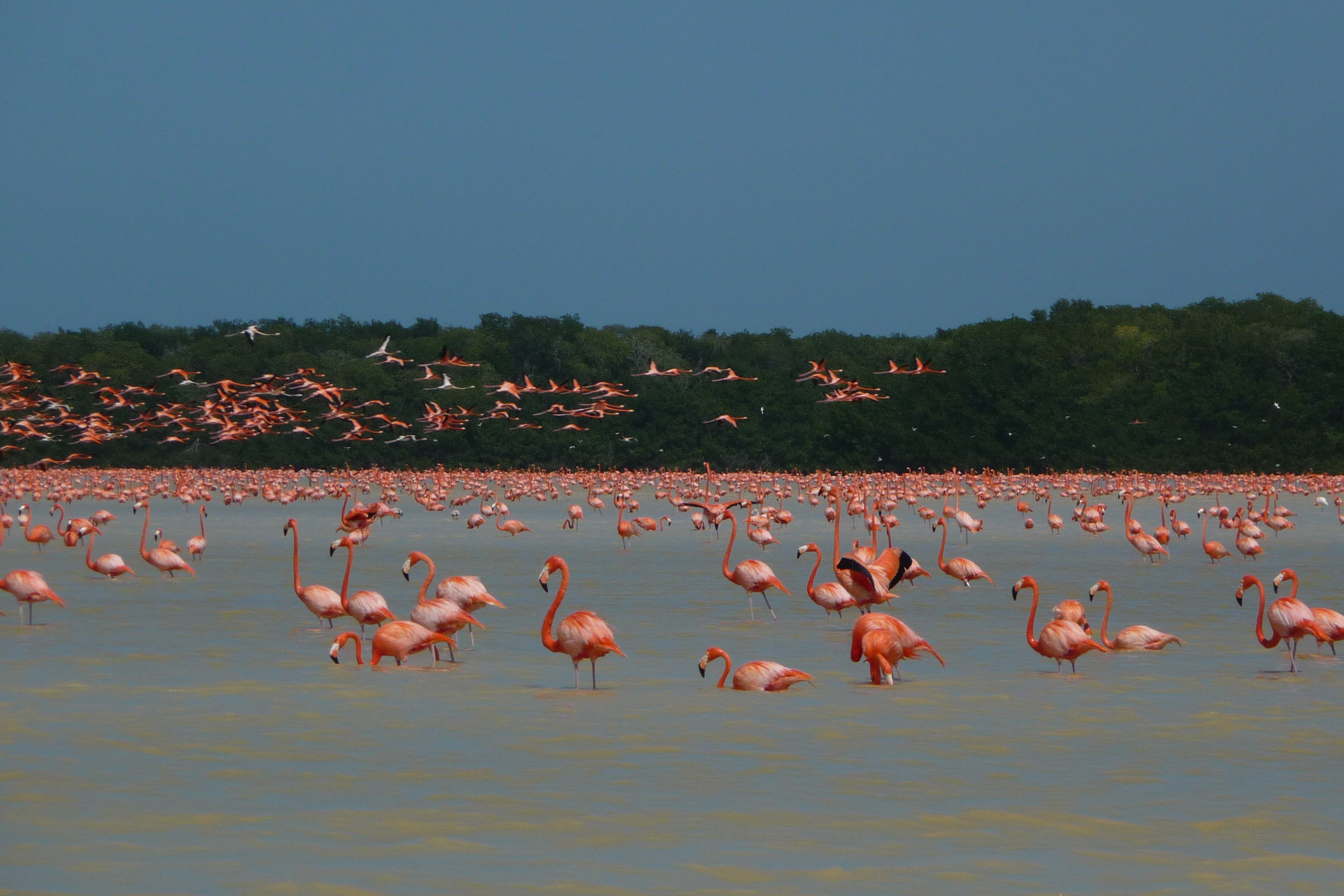
Flamingokolonie in der Lagune von Celestún mit tausenden von Vögeln

Wie alle Flamingoarten brütet der Kubaflamingo auf konischen Schlammhügeln. Der am Nistplatz sitzende Flamingo kratzt dabei Schlamm und andere Materialien mit seinem Schnabel zusammen und schiebt dieses Material zu seinem Körper. Das Ei wird auf dem Schlammhügel gelegt, der oben eine kleine Mulde aufweist. Der Schlammhügel schützt das Gelege vor sich verändernden Wasserständen, die kleine Mulde verhindert, dass das Ei vom Kegel rollt. Kubaflamingos nutzen auch bereits vorhandene Schlammkegel für ihre Brut. Für Kubaflamingos konnte nachgewiesen werden, dass einzelne Schlammkegel über einen Zeitraum von 18 Monaten von vier verschiedenen Flamingopaaren genutzt wurden.

## Kubaflamingos im Zwillbrocker Venn
Im Zwillbrocker Venn in Nordrhein-Westfalen an der Grenze zu den Niederlanden tauchte erstmals 1994 der Kubaflamingo in der dortigen Flamingo-Kolonie auf. Im Zwillbrocker Venn siedelten sich 1982 Chileflamingos und 1986 Rosaflamingos an. Die Chileflamingos brüten seit 1983 und die Rosaflamingos seit 1993 erfolgreich. 1993 kam es zu einer ersten erfolglosen Mischbrut zwischen Rosaflamingo x Kubaflamingo, da vom Kubaflamingo nur ein Einzelvogel in der Kolonie war. Im Jahr 1994 wurde erstmals ein Hybride aus einer Mischbrut Rosaflamingo x Kubaflamingo flügge.
Im Herbst kommt es zum Abzug der ganzen Flamingokolonie aus dem Venn. Die Flamingos, darunter der Kubaflamingo und die Hybridflamingos, suchen Rastgebiete wie IJsselmeer, Veluwemeer und Oostvaardersplassen auf. Überwinterungsgebiet ist das Volkerakmeer im Rhein-Maas-Delta. Anfangs werden die Jungvögel noch von den Eltern gefüttert. Je nach Witterung kehren die Flamingos Ende Februar bis Anfang März ins Venn zurück. In strengen Wintern kommen sie hingegen erst Anfang April ins Gebiet zurück. Die Subadulten (Vögel, die im Vorjahr erbrütet wurden) bleiben in der Regel im Überwinterungsgebiet und kommen erst als Adulte wieder zur Kolonie.

## Einzelbelege
1. ↑  Alan Johnson und Frank Cézilly: The Greater Flamingo. T & AD Poyser, London 2007, ISBN 978-0-7136-6562-8, S. 120
2. ↑  Alan Johnson, Frank Cézilly: The Greater Flamingo. T & AD Poyser, London 2007, ISBN 978-0-7136-6562-8, S. 154.